# Kazimierz Loewe

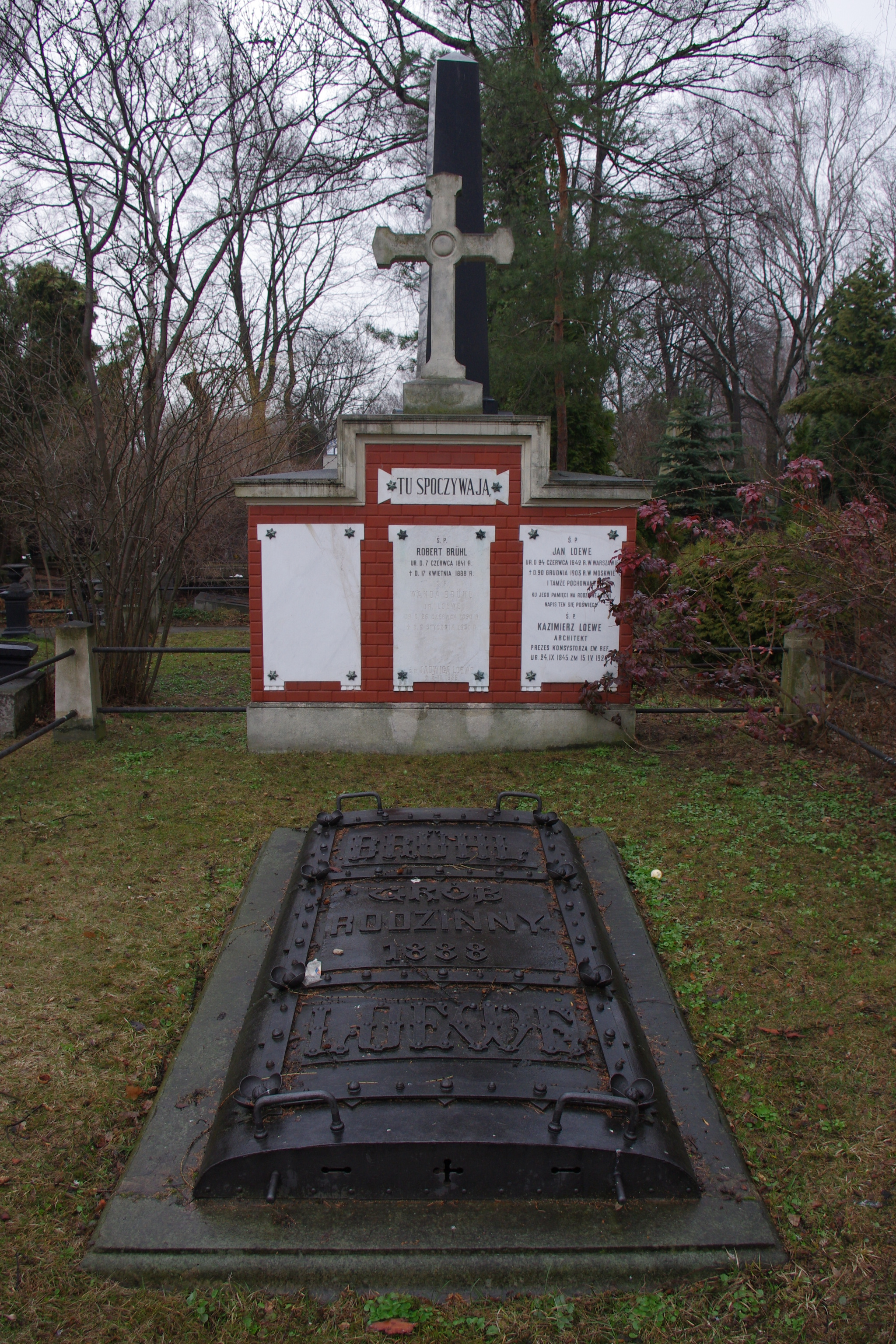
Grób Kazimierza Loewego na cmentarzu ewangelicko-reformowanym w Warszawie

Kazimierz Loewe (ur. 24 września 1845, zm. 15 kwietnia 1924), inżynier budowniczy i architekt.

## Życiorys
Był synem budowniczego Adolfa Adama Loewego i Anny Emilii Glücksberg (1818-1882, córki Natana Glücksberga). Ukończył II gimnazjum w Warszawie, do 1865 studiował na wydz. matematycznym Szkoły Głównej, następnie kształcił się w Monachium w Akademii Sztuk Pięknych u prof. G.F. Zieblanda, po czym w Instytucie Inżynierów Cywilnych w Petersburgu, gdzie (1871) uzyskał stopień inżyniera budowniczego. Od 1874 pracował przy budowie drogi żelaznej riazańsko-uralskiej. Od 1875 w Warszawie wykonywał prace dla warszawskiego okręgu naukowego. (1892) budowniczy powiatu sochaczewskiego, a jednocześnie p.o. budowniczego guberni warszawskiej.
Był prezesem Kolegium kościoła ewangelicko-reformowanego w Warszawie. Przewodził Kołu Inżynierów Cywilnych w Warszawie.
Prace dla Warszawy: gmach Banku Dyskontowego przy ul. Fredry 8, zabudowania Tow. Akc. Zakładów Żyrardowskich przy Krakowskim Przedmieściu; budynki fabryczne firmy Martens i Daab przy ul. Śniadeckich 10 i Czerniakowskiej 51, zabudowania Warszawskiej Fabryki Drutu i Gwoździ przy ul. Kawęczyńskiej 38, budynki Fabryki Wyrobów Metalowych Posrebrzanych i Pozłacanych R. Plewkiewicza przy Czerniakowskiej 180, bazar Ulrycha między pl. Grzybowskim a Bagnem, bazar przy zbiegu ul. Oboźnej i Browarnej, browar Braci Reich przy Ceglanej, łaźnia Naimskiego przy Nowym Zjeździe (późn. dom Schichta); domy przy ul.: Kapucyńskiej 5, Nowowiejskiej 4, Koszykowej 23, Pięknej 30, Marszałkowskiej 13 i 15, Świętokrzyskiej 15, Mylnej 11, Niecałej 3, Kredytowej 6, Śliskiej 33 róg Twardej, Nowogrodzkiej 28, Chmielnej 35 i 55, oficyny gminy żydowskiej przy ul. Grzybowskiej, grobowiec rodziny Loewe na cmentarzu ewang.-ref., kierownictwo robót przy budowie kościoła ewang.-ref. przy ul Leszno; projekt i wykonawstwo pawilonów wystawowych w Wiedniu: (1872) Sztuki Stosowanej i (1873) Miłośników Sztuki; (1881) projekty gmachu Hipoteki i Wolnej Wszechnicy Polskiej, przy ul. Opaczewskiej 2a (obydwa nie wykonane). Był pracownikiem Rady Komisji Odbudowy Kraju i Racjonalnego Budownictwa Tymczasowej Rady Stanu.
Został pochowany na cmentarzu ewangelicko-reformowanym w Warszawie (kwatera I-5-2).